# Napoli Women
Napoli Women ist ein italienischer Frauenfußballverein mit Sitz in Neapel. Die Vereinsfarben sind blau und weiß. Der Verein wurde 2003 gegründet und spielt seit der Saison 2023/24 in der Serie A.
Der Verein startete 2003 unter dem Namen AS Calciosmania Napoli in der viertklassigen Serie C. In den folgenden Jahren gelang der schrittweise Aufstieg in die höheren Spielklassen, wobei es immer wieder zu Anpassungen am Vereinsnamen und Wappen kam. Zuletzt wurden im Sommer 2025 Name und Wappen von SSD Napoli Femminile in Napoli Women geändert.

## Erfolge
- Italienischer Zweitligameister (3): 2011/12, 2019/20, 2022/23
- Italienischer Drittligameister (2). 2007/08, 2018/19

## Ligazugehörigkeit
- 2003–2005: Serie C (IV)
- 2005–2008: Serie B (III)
- 2008–2012: Serie A2 (II)
- 2012–2014: Serie A (I)
- 2014–2018: Serie B (II)
- 2018–2019: Serie C (III)
- 2019–2020: Serie B (II)
- 2020–2022: Serie A (I)
- 2022–2023: Serie B (II)
- seit 2023: Serie A (I)

## Namenshistorie
- 2003–2008: A.S. Calciosmania Napoli
- 2008–2010: A.S.D. Carpisa Yamamay Napoli
- 2010–2016: A.S.D. Napoli Calcio Femminile
- 2016–2017: A.S.D. Napoli C.F.M. Collana
- 2017–2018: A.S.D. Napoli Femminile
- 2018–2025: S.S.D. Napoli Femminile
- seit 2025: Napoli Women

## Logohistorie

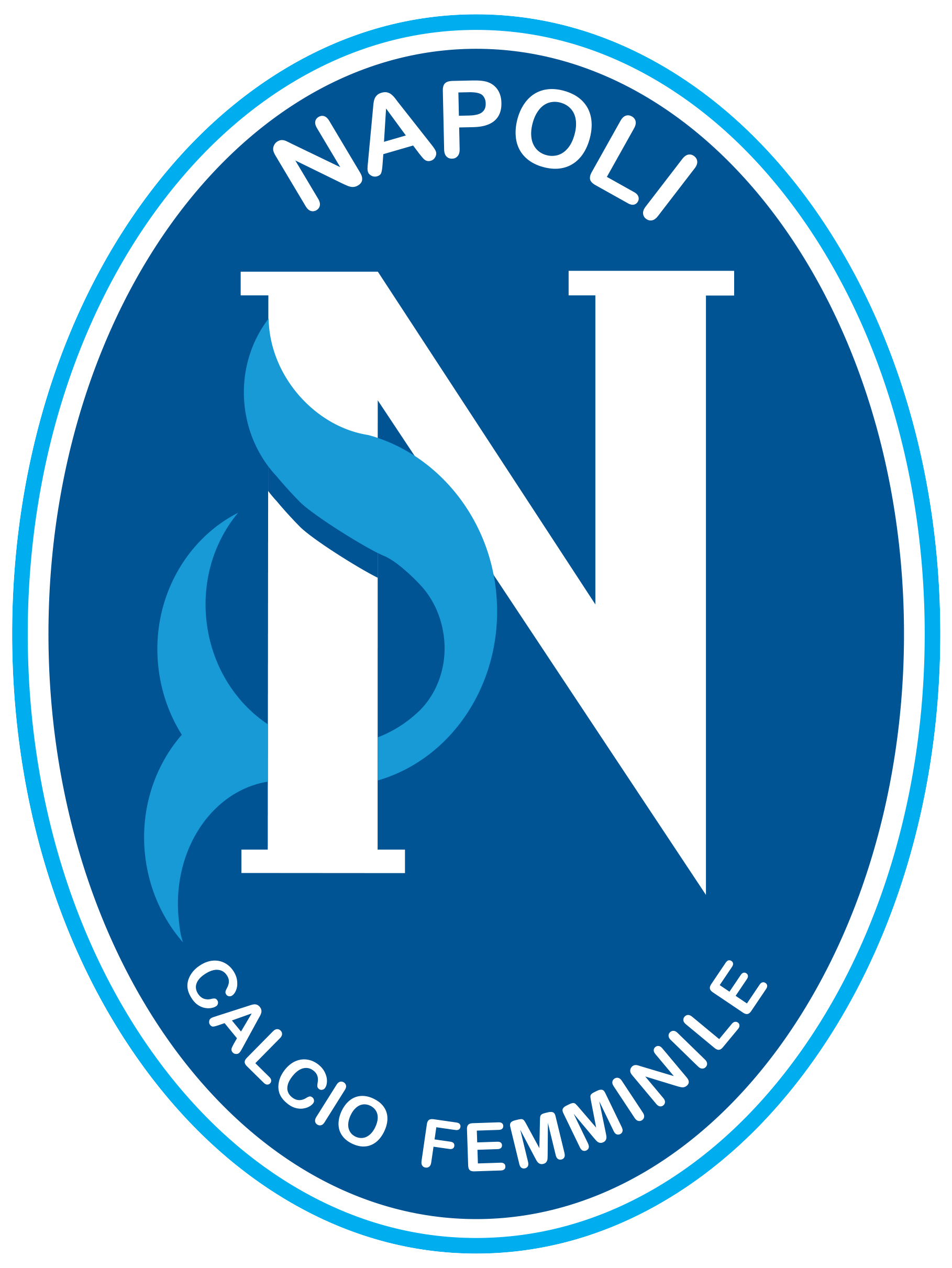
2018 bis 2021
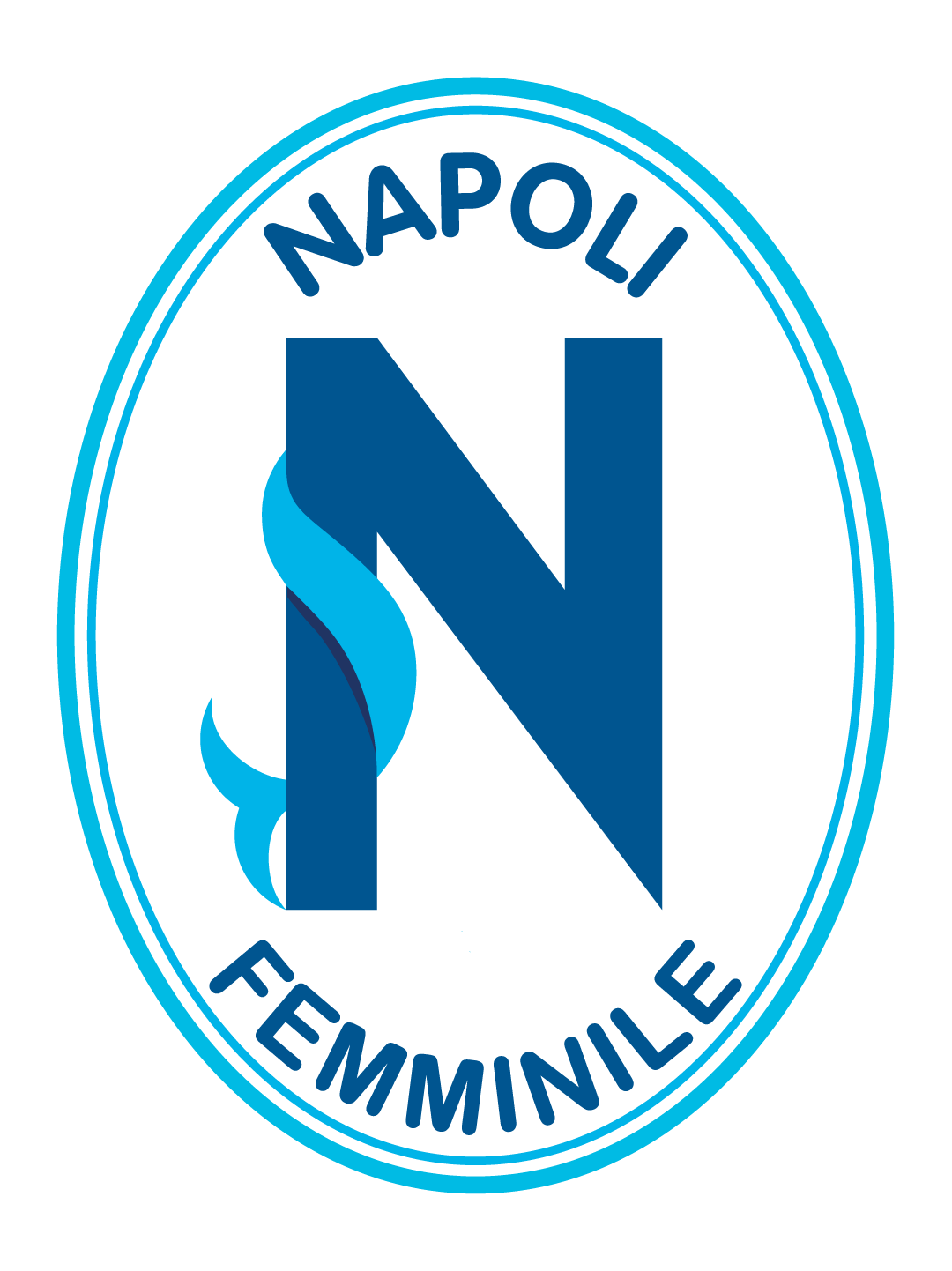
2021 bis 2025
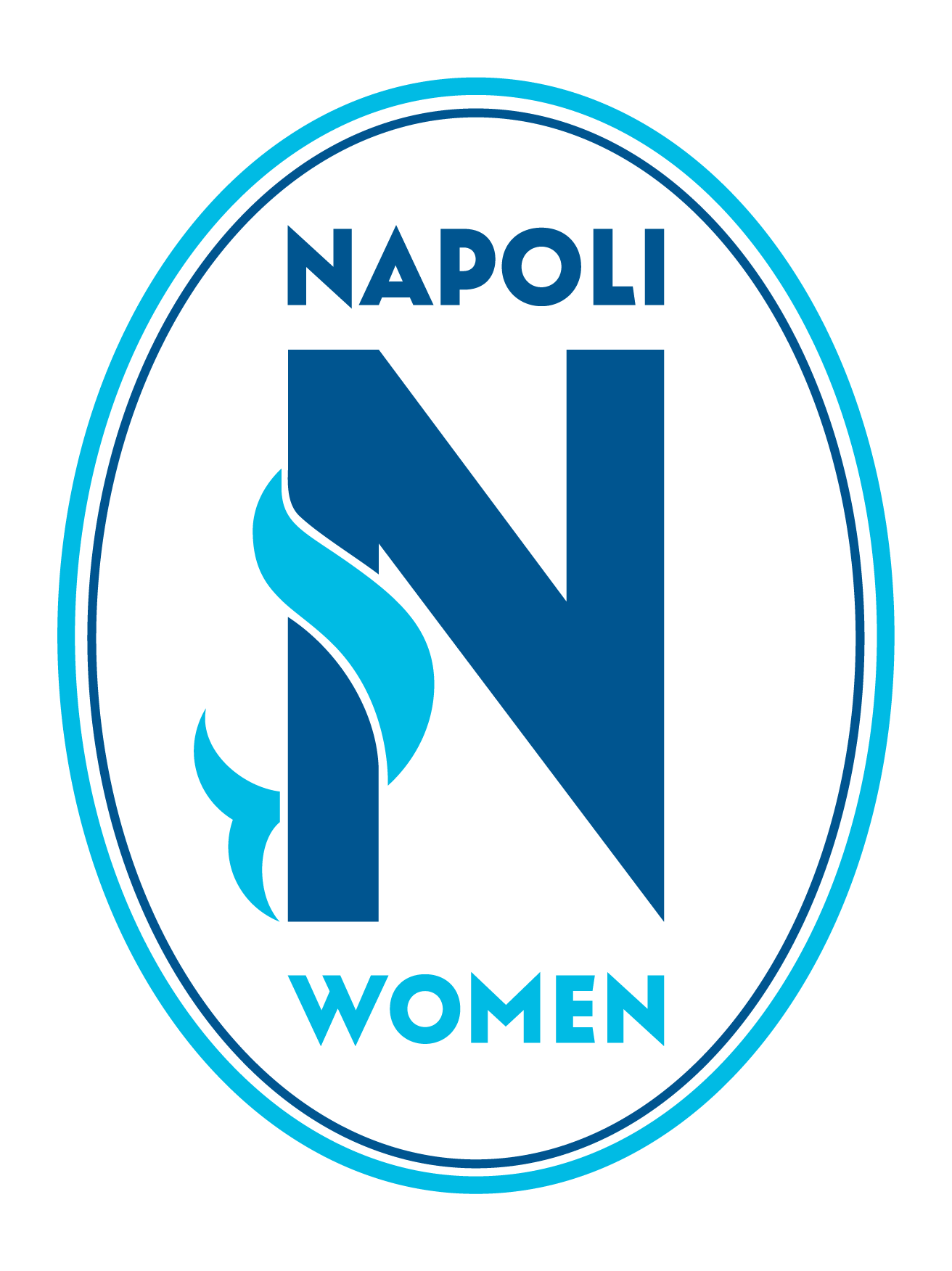
seit 2025